# Chrétien Henri Scheltens
Le colonel Chrétien Henri Scheltens, né le 15 octobre 1790 à Bruxelles et mort le 31 janvier 1880 à Bruxelles, est un militaire belge. Il fit la campagne de Pologne (1807) dans les rangs des fusiliers de la Garde. Il combattit ensuite en Espagne (1808), en Autriche (1809), à nouveau en Espagne (1810-1811), en Russie (1812), en Allemagne (1813) et finalement en France (1814). Il fut fait chevalier de la Légion d'honneur et assista aux adieux de l'empereur à Fontainebleau. Il rentra à Bruxelles et passa au service de Guillaume Ier des Pays-Bas. Il participa à la campagne de 1815. Lors de la révolution belge, il se mit au service du nouveau royaume. Il devint colonel-commandant de la place d'Ostende. Il prit sa retraite en 1848. Il écrivit alors ses mémoires, intitulés Souvenirs d'un vieux soldat belge de la garde impériale, puis Souvenirs d'un grognard belge, qui seront rééditées en 1941 et en 2005.

## Source
- Jos. De Smet, compte rendu de Souvenirs d'un grognard belge, Revue belge de philologie et d'histoire, 1945, no 24, p. 337-339.